# Самуел Камазола
Самуел Алмейда Камазола или наричан само Камазола (на португалски език - Samuel Almeida Camazzola) е бразилски професионален футболист, полузащитник, състезател на ПФК Черно море (Варна).

## Кариера
Роден в Кашиаш до Сул, Камазола започва да тренира футбол в местния Жувентуд, като на 19 години влиза в първия състав на „папагалчетата“. Три години играе на най-високо ниво, записвайки общо 71 мача за един от традиционните клубове в бразилския футбол. Отличните му изяви със зелената фланелка на Жувентуд не остават незабелязани и през 2005 г. Камазола е привлечен от шотландския Хартс, ставайки част от мащабната селекция на литовския мултимилионер Владимир Романов. Босът от руски произход, поел „сърцата“ няколко месеца по-рано, не жали средства, а за вземането на полузащитника настоява лично мениджърът Джордж Бърнли. Началото за Самуел на „Тинкасъл Стейдиъм“ е повече от обещаващо, но след едва няколко мача той получава тежка контузия. Възстановява се продължително време, а когато вече е готов за игра, мястото му в състава е заето.